# Ryosuke Shindo
Ryosuke Shindo (進藤 亮佑, Shindō Ryōsuke), né le 7 juin 1996 à Sapporo au Japon, est un footballeur japonais. Il évolue au poste de défenseur central au Cerezo Osaka.

## Biographie

### En club

#### Hokkaido Consadole Sapporo
Natif de Sapporo au Japon, Ryosuke Shindo est formé par le club de sa ville natale, le Consadole Sapporo. Shindo fait ses débuts le 29 août 2015, à l'occasion d'un match de Coupe de l'Empereur, contre l'équipe de l'Université de Sapporo. Ce jour-là, il est titulaire et se distingue en marquant un but et en délivrant une passe décisive, participant à la victoire de son équipe par cinq buts à un. Son club est en J. League 2 lorsqu'il débute avec l'équipe première. Il s'impose rapidement comme un titulaire, et lors de sa première saison, seule une blessure en juillet 2016 doit l'éloigner pendant plusieurs mois des terrains, mais il retrouve sa place dès son retour dans l'équipe. À l'issue de cette saison, le Consadole Sapporo est sacré Champion de J-League 2, et Shindo glane donc son premier titre.
Shindo découvre donc la J. League 1 la saison suivante puisque son équipe est promue dans l'élite. Il joue son premier match lors de la deuxième journée du championnat, le 4 mars 2017, lors d'une défaite de son équipe face au Yokohama F. Marinos (3-0). Le 12 avril de la même année il inscrit son premier but en professionnel lors d'un match de Coupe de la Ligue face au Shimizu S-Pulse. Étant le seul buteur de la partie, il est le héros du match en donnant la victoire aux siens.
Ryosuke Shindo réussit une saison 2018 remarquable avec le Consadole Sapporo. Titulaire indiscutable en défense centrale, Shindo ne loupe pas un seul match de championnat, qu'il joue tous dans leur intégralité, inscrivant même quatre buts. Son équipe réalise un très bon parcours puisqu'elle se situe à la 4e place du classement au terme de la saison.

#### Cerezo Osaka
En décembre 2020 est annoncé le transfert de Ryosuke Shindo au Cerezo Osaka.
Il marque son premier but pour le club le 14 avril 2021, lors d'une rencontre de championnat face au Tokushima Vortis. titulaire, il marque le but égalisateur de son équipe, mais celle-ci s'incline tout de même par deux buts à un.

### En équipe nationale
Ryosuke Shindo est sélectionné à quatre reprises entre 2013 et 2014 avec l'équipe des moins de 18 ans, équipe avec laquelle il inscrit un but contre la Grèce en janvier 2014.
En novembre 2019, Ryosuke Shindo est retenu pour la première fois avec l'équipe nationale du Japon, mais il ne joue aucun match lors de ce rassemblement. 

## Palmarès
Consadole Sapporo
- Champion de J-League 2 en 2016